# Sielsowiet Mir
Sielsowiet Mir (biał. Мірскі сельсавет, Mirski sielsawiet; ros. Мирский сельсовет) – sielsowiet na Białorusi, w obwodzie grodzieńskim, w rejonie korelickim, z siedzibą w Mirze.

## Demografia
Według spisu z 2009 passowiet Mir i osiedle typu miejskiego Mir zamieszkiwało 3658 osób, w tym 3454 Białorusinów (94,42%), 102 Rosjan (2,79%), 39 Polaków (1,07%), 20 Ukraińców (0,55%), 17 Ormian (0,46%), 10 Tatarów (0,27%), 11 osób innych narodowości i 5 osób, które nie podały żadnej narodowości.
Do 2019 liczba ludności spadła do 3111 osób. Największymi miejscowościami były wówczas Mir (2042 mieszkańców), Ojucewicze (525 mieszkańców) i Niedźwiadka Wielka (148 mieszkańców). Liczba ludności żadnej z pozostałych miejscowości nie przekraczała 76 osób.

## Geografia i transport
Sielsowiet położony jest na Nowogródczyznie, we wschodniej części rejonu korelickiego. Największymi rzekami są Niemen, Usza i Miranka. Częściowo na jego terytorium leży Rezerwat Hydrologiczny Miranka.
Przez sielsowiet przebiegają droga magistralna M1 oraz drogi republikańskie R11 i R64.

## Historia
Sielsowiet Mir powstał 26 grudnia 2013 z połączenia osiedla typu miejskiego Mir i passowietu Mir.

## Miejscowości
- osiedle typu miejskiego
  - Mir
- agromiasteczko:
  - Ojucewicze
- wsie:
  - Bereźno
  - Bierbasze
  - Chlupicze
  - Haraczki
  - Jeziorskie
  - Kryniczno
  - Lubno
  - Łuża
  - Miranka
  - Niedźwiadka Mała
  - Niedźwiadka Wielka
  - Przyłuki
  - Simakowo
  - Studziona
  - Wielkie Sioło